# Padre Delgado
El padre Francis Xavier Delgado es un personaje ficticio que aparece en los cómics estadounidenses publicados por Marvel Comics.
Hace su primera aparición en vivo en la serie de televisión Marvel Cinematic Universe, Cloak & Dagger interpretado por Jaime Zevallos.

## Historia de publicaciónes
El personaje, creado por Bill Mantlo y Rick Leonardi, apareció por primera vez en Cloak y Dagger # 1 (octubre de 1983).

## Biografía del personaje ficticio
El padre Delgado predicó en la Iglesia del Espíritu Santo, que estaba ubicada en los barrios pobres de Hell's Kitchen. Llegó a su iglesia un día para encontrar a Cloak y Dagger, que venían a buscar refugio. Después de escuchar su historia, eligió honrar sus deseos de ser discretos, alimentados y alojados. Incluso se llevó a la detective de policía Brigid O'Reilly y los defendió de la policía. Su iglesia ha actuado como su base de superhéroes y ha ayudado a otros héroes como Spider-Man y los Nuevos Mutantes. Más tarde, Delgado acompaña a Cloak y Dagger a visitar a la madre de Dagger, Melissa Bowen. Cuando resulta ser cruel e indiferente, Dagger la azota y regresa con Cloak y Delgado. Se demuestra que Delgado detesta los esfuerzos de vigilantes de Cloak y Dagger, pero no soporta verlos irse, particularmente Dagger ya que él quiere "rescatarla" de la vida "satánica" de Cloak. El dúo junto con la recién transformada Brigid, que se había convertido en Mayhem, rescatan a Delgado de criminales que se hacían pasar por un grupo religioso.
Aunque agradecido por haber sido rescatado, Delgado aún temía que las almas de Cloak y Dagger fueran corrompidas por demonios. Tanto la congregación como Daimon Hellstrom niegan realizarle un exorcismo, por lo que él mismo intenta hacerlo. Es detenido por Mayhem quien lo ridiculiza por su egoísmo. Avergonzado, Delgado reza. Cuando Dagger regresa a la iglesia, Delgado se enfrenta a Cloak y lo obliga a irse con agua bendita. Sus acciones despiertan inadvertidamente al Depredador, el demonio responsable del hambre de Cloak, y resucitan el espíritu de Jack el Destripador. Cuando Dagger se entera de que Delgado le dio la espalda a Cloak, ella se va enojada. Delgado es llevado más tarde a un hospital psiquiátrico por la congregación. Lo colocan en una celda acolchada y le dice a Mayhem que ha perdido su fe. Dagger más tarde visita a Delgado y se entera de que parece estar cuerdo, sin embargo, se revela rápidamente que está bajo el control de Señor Jip, quien lo mantiene vivo y que él ve como su Dios. Es visitado por el tío de Dagger, Michael Bowen, quien reemplazó a Delgado en la Iglesia del Espíritu Santo. Mientras los dos rezan juntos, Delgado le reza en secreto al Señor Jip y planea matar a Dagger, a quien ve como una tentadora.
Pronto abandona el hospital y le dice a Cloak que ahora se siente mejor, pero en realidad está trabajando cerca de Señor Jip y su asistente Night. Delgado comienza a trabajar para Michael Bowen y una vez más finge cordura incluso cuando se encuentra con una Dagger ciega de la que debe contenerse. Mientras barría la iglesia, Delgado es visitado por Éxtasis. Sintiendo que esto es parte de una prueba realizada por Señor Jip, Delgado deja escapar dónde está Dagger. Pensando que ha fallado, el disciplinario entra en busca de la Éxtasis. Delgado intenta luchar contra él, pero recibe un disparo. Se recupera en el hospital, pero está convencido de que le ha fallado al Señor debido a que Cloak y Dagger están juntos nuevamente. Dagger lo visita y, mientras ella le agradece su valentía para protegerla, continúa conspirando para matarla. Finalmente es liberado e informa a Señor Jip sobre Cloak y Dagger. El señor Jip rompe su promesa con Delgado y se apodera de su cuerpo, matándolo efectivamente.

## En otros medios
El padre Delgado aparece en Cloak & Dagger, interpretado por Jaime Zevallos. Esta versión es un consejero escolar y un sacerdote en la Escuela Secundaria St. Sebastian. A diferencia de su contraparte de cómics, Delgado es útil, particularmente con Tyrone, y trata de disuadirlo de pensamientos negativos. En "Back Breaker", Delgado se enfrenta a Tyrone cuando ataca a uno de sus compañeros. Intenta analizarlo castigándolo. Cuando Tyrone intenta irse, ve el temor de Delgado de que él haya matado o potencialmente asesine a un niño debido a su alcoholismo oculto. Después de esa experiencia, el padre Delgado cita a Tyrone "sólo vete". Tras el incidente de los Terrores, el padre Delgado fue visto en la casa de Tyrone con los padres de Tyrone y la policía. En el momento en que Mayhem lo visitó en el episodio "Shadow Selves", se demostró que el padre Delgado había renunciado como consejero escolar. Él le dice a Mayhem que no sabe dónde está Tyrone. El padre Delgado fue visto más tarde predicando en las calles. Adina visita a Delgado y lo convence de ser sacerdote nuevamente para que puedan ayudar a Tyrone. Ella confiesa que tan pronto como obtuvo la prueba de la inocencia de Tyrone, ella mató a Connors. Después de que Tandy y Tyrone se van de Nueva Orleans, el padre Delgado se instala en la iglesia abandonada, donde Tyrone vivió durante sus últimos meses y le dejó una nota a Delgado, instándolo a usarla para convertirse en sacerdote y volver a encarrilar su vida. Delgado escuchó y comenzó a reconstruir y limpiar.